# Inoffizielle Ringer-Europameisterschaften 1912
Inoffizielle Ringer-Europameisterschaften wurden 1912 im Mai in Budapest und im September in Wien ausgetragen. 
Beim Turnier in Budapest gab es fünf Gewichtsklassen und es traten Athleten aus Ungarn, Finnland, dem Deutschen Reich und Dänemark an. In Wien gab es vier Gewichtsklassen. Teilnehmer aus dem Deutschen und dem Russischen Reich sowie aus Österreich machten die 12 Medaillen unter sich aus.

## Turnier in Budapest (4. Mai 1912)

### Ergebnisse
| Klasse    | Gold                   | Silber               | Bronze             |
| --------- | ---------------------- | -------------------- | ------------------ |
| - 60 kg   | Jozsef Pongracz        | Imre Kobor           | Alajos Gaal        |
| - 67,5 kg | Ödön Radvány           | Arpad Szándo         | Theodor Schibilski |
| - 75 kg   | Tibor Fischer (Ringer) | Søren Marinus Jensen | Viktor Salovaara   |
| - 82,5 kg | Eemeli Väre            | Arpad Miskey         | József Sugár       |
| + 82,5 kg | Béla Varga             | Karl Paulini         | Sándor Ujlaki      |

### Medaillenspiegel
| Rang | Land                    | Gold | Silber | Bronze |
| ---- | ----------------------- | ---- | ------ | ------ |
| 1    | Ungarn                  | 4    | 3      | 3      |
| 2    | Großfürstentum Finnland | 1    | 0      | 1      |
| 3    | Deutsches Reich         | 0    | 1      | 1      |
| 4    | Dänemark                | 0    | 1      | 0      |

## Turnier in Wien (21. September 1912)

### Ergebnisse
| Klasse  | Gold               | Silber             | Bronze         |
| ------- | ------------------ | ------------------ | -------------- |
| - 60 kg | Friedrich Scharrer | Hugo Müller        | Otto Wolf      |
| - 70 kg | Oskar Kaplur       | Rudolf Arsenschegg | Viktor Fischer |
| - 85 kg | Johann Trestler    | Julius Mönch       | Anton Prokop   |
| + 85 kg | Karl Bauernfeind   | Jakob Neser        | Franz Mileder  |

### Medaillenspiegel
| Rang | Land            | Gold | Silber | Bronze |
| ---- | --------------- | ---- | ------ | ------ |
| 1    | Österreich      | 3    | 1      | 2      |
| 2    | Russland        | 1    | 1      | 1      |
| 3    | Deutsches Reich | 0    | 2      | 1      |